# Karl Kreutz
Karl Kreutz (Bromberg, 20 settembre 1909 – Bonn, 27 luglio 1997) è stato un militare tedesco, ufficiale delle Waffen-SS durante la seconda guerra mondiale.